# Physostegia longisepala
Physostegia longisepala är en kransblommig växtart som beskrevs av P.D. Cantino. Physostegia longisepala ingår i släktet drakmyntor, och familjen kransblommiga växter. Inga underarter finns listade i Catalogue of Life.